# Фаннинг-Спрингс
Фаннинг-Спрингс (англ. Fanning Springs) — город в округах Гилкрист и Ливи (штат Флорида, США).
Площадь Фаннинг-Спрингс составляет 10,1 км², из которых суша занимает 9,8 км², открытые водные пространства — 0,3 км². По оценке 2015 года в городе проживали 985 человек. Через Фаннинг-Спрингс проходит «тропа штата» Nature Coast State Trail, идущая вдоль заброшенной железной дороги. К югу от города расположен парк штата Фаннинг-Спрингс. Через Фаннинг-Спрингс протекает река Сувонни. В городе расположен исторический парк, разбитый на месте форта, построенного здесь в 1838 году для отражения индейских атак во время Семинольских войн.

## Ссылки

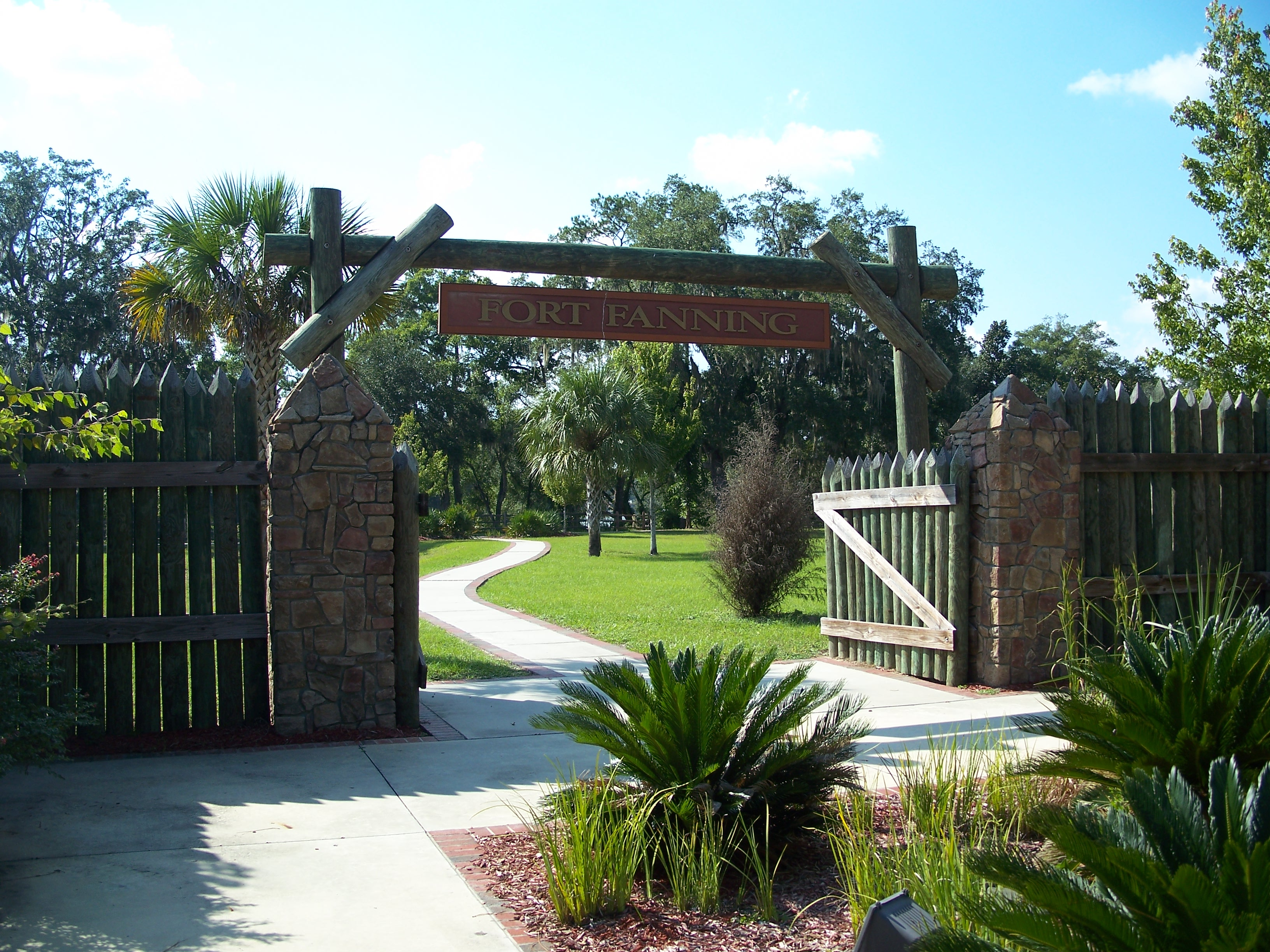
Исторический парк «Форт Фаннинг»
Слева — город Фаннинг-Спрингс на карте округа Ливи, справа — округ Ливи на карте штата Флорида.
Слева внизу — город Фаннинг-Спрингс на карте округа Гилкрист, справа вверху — округ Гилкрист на карте штата Флорида.